# Unió de Futbol de l'Àfrica Occidental
La Unió de Futbol de l'Àfrica Occidental, també coneguda pels acrònims WAFU i/o UFOA (West African Football Union, en anglès i Union des fédérations ouest-africaines de football, en francès), és l'òrgan de govern del futbol de les federacions de l'Àfrica occidental de la Confederació Africana de Futbol (CAF). Va ser fundada l'any 1975 per setze federacions nacionals de l'oest d'Àfrica i és una de les cinc zones geogràfiques en què està dividida la CAF, la més gran de les sis confederacions que integren la Federació Internacional de Futbol Associació (FIFA).
L'any 2011, la CAF va decidir, per evitar problemes organitzatius interns, dividir la WAFU en dues zones. La Zona A o Níger amb nou federacions i la Zona B o Volta Níger amb set.
La Zona A està integrada per les federacions nacionals de: Cap Verd, Gàmbia, Guinea, Guinea Bissau, Libèria, Mali, Mauritània, Senegal i Sierra Leone.
La Zona B està integrada per les set federacions nacionals de: Benín, Burkina Faso, Ghana, Costa d'Ivori, Níger, Nigèria i Togo.
La federació de Mauritània és l'únic membre de la WAFU que també és membre de la Unió d'Associacions de Futbol Àrabs.
La WAFU organitza diversos tornejos de totes les categories. La més important és la WAFU Nations Cup o WAFU Cup, que va ser creada l'any 2002 com a continuació de l'extingida West African Nations Cup.
Entre els anys 1979 i 2007 es va jugar la Amilcar Cabral Cup i del 1977 al 1991 la CEDEAO Cup.

## Membres de la WAFU
| Pais                | Federació                                                  |
| ------------------- | ---------------------------------------------------------- |
| Cap Verd            | Federació Capverdiana de Futbol                            |
| Burkina Faso        | Federació Burkinesa de Futbol                              |
| Benín               | Federació Beninesa de Futbol                               |
| Sierra Leone        | Associació de Futbol de Sierra Leone                       |
| Ghana               | Associació de Futbol de Ghana                              |
| Níger               | Federació Nigerina de Futbol                               |
| Costa d'Ivori       | Federació Ivoriana de Futbol                               |
| Nigèria             | Federació de Futbol de Nigèria                             |
| Senegal             | Federació Senegalesa de Futbol                             |
| Mali                | Federació Maliana de Futbol                                |
| Gàmbia              | Federació de Futbol de Gàmbia                              |
| Mauritània          | Federació de Futbol de la República Islàmica de Mauritània |
| República de Guinea | Federació Guineana de Futbol                               |
| Libèria             | Associació de Futbol de Libèria                            |
| Guinea Bissau       | Federació de Guinea Bissau de Futbol                       |
| Togo                | Federació Togolesa de Futbol                               |